# شريفة (اسم)
شريفة هو اسم علم مؤنث من أصل عربي، ومعناه هو طيبة وخصيبة.

## شخصيات تحمل الاسم
- شريفة (9 يناير 1926[3] – 13 مارس 2014[3])
- شريفة الحمد المبارك الصباح (القرن 20 – )
- شريفة فاضل (ممثلة مصرية، 15 سبتمبر 1938 – )
- شريفة فاطمة (القرن 14 – )
- شريفة فتحي (1933 – 2007)
- شريفة كزارينا (القرن 20 – )
- شريفة كيرسيت (مغنية مغربية، 1967 – )
- شريفة لونا (مغنية فرنسية، 25 يناير 1989 – )
- شريفة لويد (عداءة سرعة جامايكية، 2 سبتمبر 1982 – )
- شريفة ماهر (ممثلة مصرية، 30 سبتمبر 1932 – )

## وصلات خارجية
- موسوعة السلطان قابوس لأسماء العرب نسخة محفوظة 5 أبريل 2019 على موقع واي باك مشين.